# Йон Блюмінг
Йоганнес Корнеліус («Йон») Блюминг (нід. Johannes Cornelius Bluming, 6 лютого 1933, Амстердам — 17 грудня 2018) — нідерландський майстер бойових мистецтв, професор Токійського та Пекінського університетів. Носив титул лорда та був хранителем Королівської печатки Королівства Бельгія. Мав майстерські ступені з кількох традиційних японських бойових мистецтв, за життя став легендою світу Будо..

## Біографія
Детальна біографія Йона Блюмінга викладена в його автобіографічній книзі «Від вуличного хулігана до десятого дана»  . Як стверджує сам Блюмінг, до бойових мистецтв він прийшов випадково. Під час війни в Кореї він отримав поранення в ногу і в лютому 1951 був направлений в Японію для лікування та реабілітації. Там у вільний час він відвідав Кодокан, де відбувалася демонстрація технік дзюдо. Вона справила на нього величезне враження, і після повернення додому майбутній майстер почав практикувати дзюдо в невеликому додзе міста Амстердама  - так почалася його кар'єра бійця.
Свій перший чорний пояс він отримав у 1954 році за дзюдо. У 1957 році [ уточнити ] Йон Блюмінг, будучи капітаном збірної Голландії, привів свою команду до золотих медалей на чемпіонаті Європи.
У 1959 році, здобувши ряд перемог у різних турнірах, Йон Блюмінг вирушив до Японії. У Японії, завдяки сприянню Дональда Дрегера, молодий голландський атлет удостоївся права тренуватися в додзё Кенсюсей разом із 25-ма найкращими дзюдоками Японії. Незабаром Йон Блюмінг проявив себе і тут, посівши третю позицію в ієрархії найкращих бійців. Бажаючи глибше перейнятися японським бойовим духом, Блюмінг спільно з Донном Дрегером починає вивчати древні японські бойові мистецтва, такі як кендзюцу та джиу-джитсу.
Проте найяскравіший феноменальний талант Блюмінга проявився в караті. Свої перші кроки в освоєнні цього бойового мистецтва він розпочав у головному відділенні Кекусінкай у майстра Масутацу Оями. 1962 року Йон Блюмінг повертається на батьківщину і знайомить Європу з карате. 15 січня 1965 року Масутацу Ояма присвоїв Йону Блюмінгу 6 дан, зробивши голландського майстра єдиною на той час людиною за межами Японії, що має такий високий ранг. 4 вересня 1994 року Йон Блюмінг отримав звістку від свого старого вчителя Кендзі Куросакі, в якому говорилося, що він (Блюмінг) удостоюється вищого ступеня в карате — 10 дана по Кекусінкай.
Йон Блюмінг проводив семінари та дан-тести по всьому світу, у тому числі й у Росії. За свою тренерську кар'єру Блюмінг виховав таких чемпіонів, як Кріс Долман, Вільям Руска та ін.

## Організаційна діяльність
- 2 січня 1962 року Йон Блюмінг створює першу європейську асоціацію карате, названу NKA (Netherlands Karate Association). Ім'я Йона Блюмінга стає невіддільним від ще молодого європейського карате. Під його керівництвом нова школа швидко набирала сили та популярності. На початку 70-х Йон Блюмінг залишає лідерство в організації своїх учнів.
- У 1980 році починає своє існування організація — BKK (Budo Kai Kan). Кекусин Будокай Кан  - це комбінація кекусин карате, дзюдзюцу та дзюдо. Ця комплексна бойова система реалістична та ефективна. Через шістнадцять років BKK започаткувала нову велику організацію — IBKK (International Budo Kai Kan).

## Цікаві факти
- Йон Блюмінг — володар 14 урядових нагород
- У 50-60 роки Йон Блюмінг вважався найсильнішим бійцем планети
- На літніх зборах у Голландії в 1957 Йон Блюмінг здобув перемоги над 75 дзюдоїстами протягом 26 хвилин.
- знявся у семи фільмах. Перший його досвід як кіноактора належить до  року ( «Останній вояж»)
- У січні 1965 року Масутацу Ояма присудив Йону Блюмінгу, який має на той момент лише ступінь другого дана  , 6 дано карате. За іншими джерелами, Блюмінг на той момент взагалі не мав чорного поясу.
- У 2009 році в інтерв'ю програмі «Відкрите серце» на телеканалі Боєць Йон Блюмінг розвінчав міфи щодо Масутацу Оями про 300 боїв і вбивство Оямою 50 биків голими руками
  - У цьому ж інтерв'ю він спростував факт проходження випробування хякунін-куміте відомим майстрами карате Стівом Арнейлом та Люком Холландером, назвавши це піар-ходом.
- Є автором книги «Від вуличного хулігана до 10 дана», що має автобіографічний характер.

## Дані
- 10 дан Кекусін Будокай карате (1994)
- 9 дано дзюдо